# Norman Ollestad
Norman Ollestad (*  30. Mai 1967) ist ein US-amerikanischer Schriftsteller.
Ollestad wurde als Sohn von Norman und Doris Ollestad geboren und wuchs in einer Hippie-Enklave an einem Strand südlich von Malibu auf. Der Vater nannte den Sohn „Boy Wonder“ – vielleicht, weil der Elfjährige südkalifornischer Jugendmeister im Abfahrtslauf wurde. Daneben trainierte der Vater den Jungen als Hockeyspieler und Wellenreiter. 1979 kam der Vater bei einem Flugzeugunglück ums Leben. Die Tragödie lieferte dem Sohn den Stoff zu dem Bestseller „Süchtig nach dem Sturm“. Das Buch erschien 2009. Die deutsche Ausgabe brachte Fischer ein Jahr darauf heraus.
Im Jahr 2006 hatte Ollestad mit der Arbeit an seinem Erfolgstext begonnen und zuvor an der University of California, Los Angeles Kreatives Schreiben studiert.
Der Autor ist verheiratet. Zusammen mit seinem Sohn lebt das Paar in Venice bei Los Angeles.

## Werke
Fiktional
- Driftwood. (Treibholz). BookSurge LLC, Charleston 2006, ISBN 1-4196-4035-6.

Autobiographisch
- Crazy For The Storm: A Memoir Of Survival. Ecco, New York 2009, ISBN 978-0-06-176672-5.
  - deutsch: Süchtig nach dem Sturm. Übersetzung Brigitte Heinrich. S. Fischer Verlag, Frankfurt am Main 2010, ISBN 978-3-10-055215-0.